# Szychowice Nowe
Szychowice Nowe – osada w Polsce położona w województwie lubelskim, w powiecie hrubieszowskim, w gminie Mircze.
W latach 1975–1998 miejscowość należała administracyjnie do województwa zamojskiego.
Osada wchodzi w skład sołectwa Szychowice.
Wierni Kościoła rzymskokatolickiego należą do parafii św. Maksymiliana Kolbego w Cichoborzu.